# Giuseppe Saragat
Giuseppe Saragat (phát âm tiếng Ý: [dʒuˈzɛppe ˈsaːraɡat]; 19 tháng 9 năm 1898 – 11 tháng 6 năm 1988) là chính trị gia người Ý, ông là Tổng thống Ý thứ 5 từ năm 1964 đến năm 1971.

## Tiểu sử
Saragat sinh ra ở Turin, từ cha mẹ Sardinian. Ông qua đời ở Rôma vào ngày 11 tháng 6 năm 1988. Người ta nói ông là một người vô thần.
Ông là đảng viên của Đảng Xã hội Chủ nghĩa xã hội kể từ năm 1922, ông chuyển đến Vienna năm 1926 và sang Pháp vào năm 1929 và gia nhập Đảng Xã hội Ý vào năm 1930. Ông là một nhà xã hội chủ nghĩa dân chủ theo chủ nghĩa cải cách, tách khỏi Đảng Xã hội Ý năm 1947, Sự liên minh gần gũi của nó với cộng sản, để tìm ra Đảng Xã hội Công nhân Ý, sau đó nhanh chóng trở thành Đảng Xã hội Dân chủ Ý. Ông thành người lãnh đạo tối cao của đảng sau trong suốt quãng đời còn lại của ông.